# Hermann Hahn (Politiker)
Hermann Hahn (* 26. März 1907 in Melbeck, Landkreis Lüneburg; † 28. November 1990 in Embsen) war ein deutscher Politiker (DP/CDU). Er war von 1955 bis 1963 sowie von 1967 bis 1970 Abgeordneter des Niedersächsischen Landtages.

## Leben
Hahn besuchte bis 1917 die Volksschule, dann von 1917 bis 1919 die Christianschule in Hermannsburg und bis Ostern 1924 das Johanneum in Lüneburg. Danach folgte eine Landwirtschaftslehre auf dem väterlichen Hof und in Fremdbetrieben. Sein Abschluss der Lehre war auf dem Thaer-Seminar in Celle als staatlich geprüfter Landwirt. Am 27. Juni 1937 beantragte er die Aufnahme in die NSDAP und wurde rückwirkend zum 1. Mai desselben Jahres aufgenommen (Mitgliedsnummer 5.184.627).
Im Zweiten Weltkrieg war er Soldat in einem Infanterie-Regiment, mit dem letzten Dienstgrad als Leutnant.
Nach dem Zweiten Weltkrieg übernahm er den väterlichen Hof in Melbeck. Ab der Jugendzeit hatte er ein besonderes Interesse für das Feuerlöschwesen und die Freiwilligen Feuerwehr und war an deren Aufbau nach 1945 maßgeblich beteiligt unter anderem als Bezirksbrandmeister für den Regierungsbezirk Lüneburg und erster Vorsitzender des Landesfeuerwehrverbandes Niedersachsen. Er war Mitglied mehrerer Vorstände und Aufsichtsräte berufsständischer Organisationen.
Ab 1953 war er Landrat des Landkreises Lüneburg.
Hahn gehörte erstmals von 1955 bis 1963 dem Niedersächsischen Landtag an. Er war zunächst für die Deutsche Partei, die von 1955 bis 1959 eine Fraktion mit der CDU bildete, gewählt worden. Durch die Fusion der DP mit dem GB/BHE wurde er 1961 Mitglied des Fusionsprodukts Gesamtdeutsche Partei, für die er bei der Bundestagswahl 1961 erfolglos im Wahlkreis Lüneburg – Dannenberg kandidierte. Als nach der Bundestagswahl das Scheitern der GDP offenkundig war, gehörte er zu den Abgeordneten, die in Niedersachsen die Deutsche Partei wiederbelebten. Am 29. März 1962 trat er dann mit Johann Klindworth, Richard Langeheine, Walter Möhlmann, Hermann Neddenriep, Erich Rocholl, Jobst Schaefer, Werner Schönfelder und Carl-Alfred Schumacher zur CDU über, für die er von 1967 bis 1970 erneute dem Landtag angehörte.